# Chasmocarcinops
Chasmocarcinops is een geslacht van kreeftachtigen uit de klasse van de Malacostraca (hogere kreeftachtigen).

## Soort
- Chasmocarcinops gelasimoides Alcock, 1900